# 列車保安方式
列車保安方式（れっしゃほあんほうしき）とは、新幹線運転時に使用する列車間の安全確保方法のうち、鉄道に関する技術上の基準を定める省令101条でいう列車間の間隔を確保する装置による方法のことである。閉塞の概念を持たないので閉塞方式とは言わない。

## 概説
常用保安方式と代用保安方式に分けられる。

### 常用保安方式
通常の運転に用いられATCを使用し、先行列車との間隔及び進路の条件を制御する方式で速度制御式とも言われる。JR東日本では速度制御式とは呼称せず、ATC方式という。

### 代用保安方式
常用保安方式が施行できない場合にかわって施行する方式で、検知式・指導検知式・指導式がある。
1. 検知式
複線運転ができる場合で、故障等のためにATCが使用できない列車を運転するとき開通確認灯により、列車検知区間に列車のないことを確認して列車を運転させる方式。
2. 指導検知式
線路の故障その他のために1線が不通となり単線運転をするとき開通確認灯により、列車検知区間に列車のないことを確認し、その区間に対する1人の指導者を定め、その指導者のいる停車場から列車を出発させる方式。
3. 指導式
線路の故障その他のために1停車場間を2以上の区間に分割して単線運転をするとき、その区間に列車がないことを確かめてからその区間に1人の指導者を定め、その指導者を乗車させてから停車場から列車を運転させる方式。

## 代用保安方式施行時における諸処置
- 開通表示灯の確認
停車場の進入側、進出側それぞれ停車場内外の境界付近には列車検知装置が設けてあり、それぞれの駅の連動制御盤に相互区間に列車の在線が確認できる開通確認灯を設けて相互の駅で確認する。
- 運転速度等
停車場内では地上信号機（入換信号機）、標識等を確認しながら30 km/h以下で運転する。停車場間の運転速度は120 km/hを超えてはならない。その区間に停車場がある場合は必ず停車する。そして列車を出発させる場合は必ず駅係員が運転士に対して出発合図を行い、運転士はこの合図を認めた後でなければ列車の進行を開始してはならない。